# ブレイズ熊本
ブレイズ熊本（ブレイズくまもと、Blaze Kumamoto）は、熊本県を本拠地とするサッカークラブ。

## 概要
1982年に東亜建設工業サッカー部として創部され、1996年以降はブレイズ熊本に改名。
1990年代には九州サッカーリーグを2度制した強豪だったが、2000年以降弱体化し、2001年の九州サッカーリーグで最下位となって県リーグ降格が決定。母体の東亜建設工業の業績不振もあり、翌2002年にトップチームが解散した。
現在は下部組織のみが活動している。運営母体はNPO法人ブレイズ熊本。

## 歴史
- 1982年 - 東亜建設工業サッカー部として創部。
- 1989年 - 九州サッカーリーグ 10位（降格）
- 1993年 - 九州サッカーリーグ 優勝
- 1994年 - 九州サッカーリーグ 2位
  - Jリーグ参入を目指し、ブレイズ熊本として下部組織を設立。
- 1995年 - 九州サッカーリーグ 2位
- 1996年 - 九州サッカーリーグ 2位
  - この年からトップチームをブレイズ熊本に改称。
- 1997年 - 九州サッカーリーグ 3位
- 1998年 - 九州サッカーリーグ 優勝
- 1999年 - 九州サッカーリーグ 3位
- 2000年 - 九州サッカーリーグ 9位
- 2001年 - 九州サッカーリーグ 10位（降格）
- 2002年 - トップチーム解散。
- 2003年 - ユースチーム活動休止、ジュニアユース以下は存続。
- 2007年 - 「NPO法人ブレイズ熊本」を設立。

## 成績
| 年度 | 所属      | 順位 | 勝点 | 試合 | 勝(PK勝) | 分 | 敗(PK敗) | 得 | 失 | 得失差 | 備考                                                                                       |
| ---- | --------- | ---- | ---- | ---- | -------- | -- | -------- | -- | -- | ------ | ------------------------------------------------------------------------------------------ |
| 1983 | 熊本県2部 | 2位  |      |      |          |    |          |    |    |        |                                                                                            |
| 1984 | 熊本県2部 | 優勝 |      |      |          |    |          |    |    |        |                                                                                            |
|      |           |      |      |      |          |    |          |    |    |        |                                                                                            |
| 1988 | 熊本県1部 | 優勝 |      |      |          |    |          |    |    |        |                                                                                            |
| 1989 | 九州      | 10位 | 4    | 9    | 1        | 1  | 7        | 11 | 20 | -9     | 全国社会人サッカー選手権大会1回戦敗退 熊本県リーグ降格                                     |
| 1990 | 熊本県1部 | 2位  |      |      |          |    |          |    |    |        |                                                                                            |
| 1991 | 熊本県1部 | 優勝 |      |      |          |    |          |    |    |        |                                                                                            |
| 1992 | 熊本県1部 | 優勝 |      |      |          |    |          |    |    |        |                                                                                            |
| 1993 | 九州      | 優勝 | 41   | 18   | 13       | 2  | 3        | 62 | 28 | 34     | 全国社会人サッカー選手権大会2回戦敗退 地域リーグ決勝大会決勝ラウンド4位                    |
| 1994 | 九州      | 2位  | 41   | 18   | 13       | 2  | 3        | 43 | 12 | 31     | 地域リーグ決勝大会決勝ラウンド4位 第74回天皇杯1回戦敗退                                    |
| 1995 | 九州      | 2位  | 40   | 18   | 12(1)    | -  | 3(2)     | 46 | 16 | 30     | 全国社会人サッカー選手権大会ベスト8 地域リーグ決勝大会1次ラウンド2位                       |
| 1996 | 九州      | 2位  | 35   | 16   | 11(1)    | -  | 4(0)     | 44 | 13 | 31     | 全国社会人サッカー選手権大会ベスト4 地域リーグ決勝大会1次ラウンド3位 第76回天皇杯2回戦敗退 |
| 1997 | 九州      | 3位  | 41   | 18   | 10(5)    | -  | 2(1)     | 40 | 18 | 22     | 全国社会人サッカー選手権大会2回戦敗退 第77回天皇杯1回戦敗退                                |
| 1998 | 九州      | 優勝 | 45   | 18   | 13(2)    | -  | 1(2)     | 48 | 19 | 29     | 全国社会人サッカー選手権大会1回戦敗退 地域リーグ決勝大会1次ラウンド2位                     |
| 1999 | 九州      | 3位  | 37   | 18   | 12(0)    | -  | 5(1)     | 43 | 23 | 20     | 第79回天皇杯1回戦敗退                                                                      |
| 2000 | 九州      | 9位  | 19   | 18   | 4(3)     | -  | 10(1)    | 20 | 34 | -14    |                                                                                            |
| 2001 | 九州      | 10位 | 10   | 18   | 3(0)     | -  | 14(1)    | 11 | 51 | -40    | 熊本県リーグ降格                                                                           |

## タイトル

### リーグ戦
- 九州サッカーリーグ：2回
  - 1993年、1998年
- 熊本県サッカーリーグ1部：3回
  - 1988年、1991年、1992年

### カップ戦
- 全国地域リーグ決勝大会
  - 4位：2回 (1993年、1994年)

## 歴代在籍選手
- 岡崎ツネイ (1994年)
- 財満博文 (1994年)
- 藤本敏史 (1995年)
- 秋田英義 (1995 - 1997年)
- 木村哲昌 (1995年)
- 高木成太 (1996 - 1997年)
- 吉田裕幸 (1996年)
- 太田裕和 (1996年)
- 中川圭介 (1997 - 2001年)
- 山田栄一郎 (1997年)
- 岩村貴久 (1998 - 1999年)

## 下部組織出身者

### ジュニアユース出身
- 小森田友明 (1997年国見高校→2000年アビスパ福岡→2002年大分トリニータ→2005年モンテディオ山形→2006年ヴィッセル神戸→2007年ロアッソ熊本→2010年ペルセラ・ラモンガン→2010年ギラヴァンツ北九州)
- 高木純平 (1998年清水エスパルスユース→2001年清水エスパルス→2010年7月コンサドーレ札幌) ※転校のためジュニアユース途中で退団
- 関原凌河 (2007年横浜F・マリノスユース→2010年カターレ富山)
- 畑本時央 (2008年浦和レッドダイヤモンズユース→2011年アビスパ福岡)
- 野田裕喜 (2013年大津高校→2016年ガンバ大阪)

### ジュニア出身
- 園田清次 (2004年ルーテル学院高校→2007年東京ヴェルディ1969→2008年V・ファーレン長崎)
- 岡本賢明 (2004年ルーテル学院高校→2007年コンサドーレ札幌)
- 三原雅俊 (2004年ルーテル学院高校→2007年ヴィッセル神戸)
- 上田桃子 (プロゴルファー)
- 成松大介 - アマチュアボクシング（2016年、リオデジャネイロオリンピック（バンタム級））選手
- 加藤大喜（ロアッソ熊本Jrユース→神村学園高等部→九州産業大学→2018年ヴィアティン三重）

## 下部組織戦績
- 少年サッカー新人大会
  - 熊本県大会
    - 優勝（2回）：1999年（第21回、九州大会出場）、2000年（第22回）
    - 準優勝（1回）：2005年（第27回）
- JFA 全日本U-12サッカー選手権大会
  - 熊本県大会
    - 優勝（3回）：1997年（第21回）、2000年（第24回）、2005年（第29回）
- 熊日学童オリンピック サッカー競技大会
  - 優勝（1回）：2000年（第19回）
  - 準優勝（1回）：2003年（第22回）
  - その他
    - 2007年度（第26回）第4位
- 少年サッカー選手権大会
  - 九州大会
    - 優勝（1回）：2000年（第32回）

  - 熊本県大会
    - 準優勝（3回）：2000年（第32回）、2004年（第36回）、2009年（第41回）
    - 第3位（2回）：2003年（第35回）、2005年（第37回）
- JFA 全日本U-15サッカー大会
  - 熊本大会
    - 第3位（1回）：2006年（九州大会出場）
- クラブユースサッカー選手権 (U-14)大会
  - 九州大会
    - 優勝（1回）：2007年（第17回）
    - その他
      - 1994年（第4回）九州大会ベスト8
      - 1996年（第6回）九州大会出場
      - 1999年（第9回）九州大会ベスト4
      - 2003年（第13回）九州大会ベスト8

  - 熊本県大会
    - 準優勝（1回）：2007年（第17回）
    - 第3位（2回）：2005年（第15回）、2006年（第16回）：九州大会出場
- チャンピオンズサッカーリーグU-15熊本
  - 準優勝（1回）：2008年（第1回）
- 日本クラブユースサッカー選手権 (U-15)大会
  - 九州大会
    - 優勝（1回）：2007年（第22回、全国大会ベスト8）
    - 準優勝（1回）：2004年（第19回、全国大会出場）
    - 第3位（1回）：2000年（第15回）
    - 第4位（1回）：2010年（第25回、全国大会出場）
    - その他
      - 1994年（第9回大会）九州大会ベスト8
      - 1995年（第10回大会）九州大会ベスト8
      - 1996年（第11回大会）九州大会出場
      - 1997年（第12回大会）九州大会ベスト16
      - 1999年（第14回大会）九州大会ベスト16
      - 2001年（第16回大会）九州大会出場
      - 2008年（第23回大会）九州大会出場
      - 2009年（第24回大会）九州大会ベスト8

  - 熊本県大会
    - 優勝（1回）：2009年（第24回、九州大会出場）
    - 準優勝（1回）：2006年（第21回、九州大会出場）
- 高円宮杯 JFA 全日本U-15サッカー選手権大会

  - 熊本県大会
    - 優勝（2回）：2007年（第19回）、2008年（第20回）
    - 準優勝（1回）：2006年（第18回、九州大会出場）

  - 九州大会
    - 優勝（1回）：2008年（第20回）
- 九州クラブユースサッカー選手権 (U-17)大会
  - 優勝（2回）：1993年（第3回）、1996年（第6回）
  - 準優勝（1回）：1995年（第5回）
  - 第3位（1回）：1992年（第2回）
  - その他
    - 1994年（第4回）ベスト4
    - 1997年（第7回）第4位
    - 1998年（第8回）1部リーグ第5位
    - 1999年（第9回）1部リーグ第2位
    - 2000年（第10回）1部リーグ第3位
    - 2001年（第11回）第6位
- 九州クラブユースサッカー選手権 (U-18)大会
  - 準優勝（5回）：1992年（第3回）、1994年（第5回）、1995年（第6回）、1996年（第7回）、1997年（第8回）：第3回を除き全国大会出場
  - その他
    - 1998年（第9回）1部リーグ5位
    - 1999年（第10回）1部リーグ優勝 全国大会出場
    - 2000年（第11回）1部リーグ準優勝 全国大会出場
    - 2001年（第12回）第5位
    - 2002年（第13回）第7位
- U-18クラブユースサッカーリーグ（Jユースカップ 九州地区予選）
  - 優勝（1回）：第3回（1999年）
  - 第2位（1回）：第4回（2000年）
  - 第3位（2回）：第5回（2001年）、第6回（2002年）